# Демидівська центральна районна лікарня
Демидівська центральна районна лікарня  (повна назва — Комунальне некомерційне підприємство «Демидівська центральна районна лікарня» Демидівської селищної ради; скорочена назва — КНП «Демидівська ЦРЛ» ДСР)— медичний заклад у селищі Демидівка, Дубенського району, Рівненської області, який надає первинну і вторинну медичну допомогу. З 2023 року, як одиниця спроможної мережі медичних закладів включений до Рівненського госпітального округу, як загальна лікарня. В період пандемії COVID-19, в закладі надавалася амбулаторна та стаціонарна допомога пацієнтам хворим на респіраторну хворобу та пневмонію спричинену коронавірусом SARS-CoV-2.
Заклад розташований за адресою: вул. Відродження, 6, с-ще Демидівка, Дубенський р-н, Рівненська обл., Україна.

## Історія
В 1950-х роках в селі Демидівка працювала лікарня на 60 ліжок, амбулаторія, санепідстанція, зуболікарський кабінет, жіноча та дитяча консультації, аптека. Хоча історична довідка на офіційному сайті закладу зазначає, що 1959 році лікарня з села Дубляни була переведена «в Демидівку, в приміщення, де нині розташована стоматполіклініка. На той час лікарня мала вже 30 ліжок.»
В 1970-х роках лікарня на 120 ліжок розміщена в новому приміщенні. Історична довідка на сайті закладу зазначає, що «в 1977 році відкрився новий корпус стаціонару на 100 ліжок. Тоді ж почала функціонувати поліклініка на 150 відвідувань, стоматполіклініка, новий харчоблок, котельня.»

### Пандемія COVID-19
З червня 2020 року заклад охорони здоров'я був віднесений до другої хвилі для лікування пацієнтів з COVID-19. В закладі було виділено 24 ліжка для лікування хворих на 20 з котрих — з можливістю кисневої підтримки.
Розпорядженням № 1 від 14 лютого 2021 року Керівника робіт з ліквідації наслідків медико-біологічної надзвичайної ситуації природного характеру державного рівня пов'язаної із поширенням коронавірусної хвороби COVID-19, Демидівська ЦРЛ визначена закладом охорони здоров'я який надає первинну медичну допомогу пацієнтам з гострою респіраторною хворобою COVID-19, спричиненою коронавірусом SARS-CoV-2.

### Сучасність
28.08.2020 року закладу присвоєно першу акредитаційну категорію.
З 2023 року у зв'язку з формуванням спроможної мережі закладів охорони здоров'я (наступний етап медичної реформи згідно Закону України № 2347 від 01.07.2022) Демидівська ЦРЛ включена до Рівненського госпітального округу, Дубенського кластеру (чисельність населення — 169,52 тис. осіб) як загальна лікарня.
13.12.2023 року Головна акредитаційна комісія при МОЗ, своїм рішенням присвоїла закладу першу акредитаційну категорію.

## Структура лікарні
Відділення:
- Відділення стаціонарної допомоги на 60 ліжок.[19]
- Загально-соматичне відділення на 50 ліжок, в тому числі по профілях:
  - терапевтичний
  - кардіологічний
  - хірургічний
  - травматологічний
  - гінекологічний
  - неврологічний
  - педіатричний
- Паліативне відділення на 10 ліжок.

- Хірургічний профіль — 20 ліжок.
- Терапевтично-неврологічний профіль — 25 ліжок.
- Дитячий профіль — 5 ліжок.
- Поліклінічне відділення на 150 відвідувань в зміну.[19]

Також в складі закладу, діє Амбулаторія загальної практики сімейної медицини с. Вовковиї, Дубенського району, Рівненської області.
В закладі діє пункт забору донорської крові.
У 2020 році, через нестачу у закладі лікарів-анестезіологів, НСЗУ не погодила контрактування лікарні за пакетом «Хірургічні операції дорослим та дітям у стаціонарних умовах». Далі проведено оптимізацію структури закладу і у зв'язку з відсутністю можливостей надання послуг, припинено діяльність пологового і хірургічного відділень. Додатковою причиною закриття полового відділення також стала кількість пологів, які приймають у закладі за рік (менше 150).
З вересня 2024 року по лютий 2025 року на території закладу проведено капітальний ремонт (будівництво) об'єкту цивільного захисту (протирадіаційне укриття), бюджет робіт — 5.4 млн грн.
На базі лікарні, в холодну пору року, кожен рік діє пункт обігріву населення.

### Персонал
Станом на початок 2024 року в закладі були вакантними посади: лікар-анестезіолог та лікар акушер-гінеколог.
Станом на початок 2025 року в закладі залишаються вакантними наступні посади: лікар-анестезіолог, лікар-хірург, лікар акушер-гінеколог, лікар-невропатолог, лікар-терапевт, лікар-ендокринолог, лікар-лаборант, лікар-педіатр, фізичний терапевт, ерготерапевт, клінічний психолог.

## Пакети послуг Програми медичної гарантії
Перший договір по Програмі медичних гарантій (ПМГ) з НСЗУ Демидівська лікарня підписала в 2020 році на 5 пакетів послуг.
| Пакет послуг | 2020 рік   | 2021 рік   | 2022 рік   | 2023 рік   | 2024 рік   | 2025 рік   |
| --- | ---------- | ---------- | ---------- | ---------- | ---------- | ---------- |
| Первинна медична допомога | Green tick | Green tick | Green tick | Green tick | Green tick | Green tick |
| Стаціонарна допомога дорослим та дітям без проведення хірургічних операцій                                                                          | Green tick | Green tick | Green tick | Green tick | Green tick | Green tick |
| Профілактика, діагностика, спостереження та лікування в амбулаторних умовах                                                                         | Green tick | Green tick | Green tick | Green tick | Green tick | Green tick |
| Езофагогастродуоденоскопія; | Green tick | Green tick | Green tick | Green tick | Green tick | Green tick |
| Стаціонарна паліативна медична допомога дорослим та дітям                                                                                           | Green tick | Green tick | Green tick | Green tick | Green tick | Green tick |
| Мобільна паліативна медична допомога дорослим та дітям                                                                                              | Green tick | Green tick | Green tick | Green tick | Green tick | Green tick |
| Хірургічні операції дорослим та дітям у стаціонарних умовах                                                                                         |            | Green tick | Green tick | Green tick | Green tick |            |
| Стоматологічна допомога дорослим та дітям |            | Green tick | Green tick | Green tick | Green tick | Green tick |
| Ведення вагітності в амбулаторних умовах |            | Green tick | Green tick | Green tick | Green tick | Green tick |
| Вакцинація від гострої респіраторної хвороби COVID коронавірусом SARS -CoV-2                                                                        |            | Green tick | Green tick |            |            |            |
| Супровід та лікування дорослих та дітей, хворих на туберкульоз, на первинному рівні медично допомоги                                                |            | Green tick | Green tick | Green tick | Green tick |            |
| Хірургічні операції дорослим та дітям в умовах стаціонару одного дня                                                                                |            |            | Green tick | Green tick | Green tick |            |
| Забезпечення кадрового потенціалу системи охорони здоров'я шляхом організації надання медичної допомоги із залученням лікарів-інтернів              |            |            | Green tick | Green tick | Green tick | Green tick |
| Супровід і лікування дорослих і дітей з психічними розладами на первинному рівні медичної допомоги                                                  |            |            |            | Green tick | Green tick |            |
| Колоноскопія |            |            |            | Green tick | Green tick |            |
| Медичний огляд осіб, який організовується територіальними центрами комплектування та соціальної підтримки                                           |            |            |            | Green tick | Green tick | Green tick |
| Зубопротезування окремих категорій осіб, які захищають / захищали незалежність, суверенітет та територіальну цілісність України (група послуг 2)    |            |            |            |            |            | Green tick |
| Розширені послуги з первинної медичної допомоги окремим категоріям осіб, які захищали незалежність, суверенітет та територіальну цілісність України |            |            |            |            |            | Green tick |

Фінансування закладу по ПМГ від НСЗУ за 2020—2025 роки (станом на липень 2025 року):

## Головний лікар (керівник)
Керівник медичного закладу  (з 1998 року)— Домбровський Анатолій Сергійович.
Керівник закладу неодноразово потрапляв у скандали з необґрунтованими нарахуваннями заробітної плати собі.

## Діяльність
З травня 2023 року на базі закладу діє Військово-лікарська комісія.
З квітня 2025 року заклад почав надавати безоплатну стоматологічну допомогу для захисників і захисниць Україні у рамках відповідної державної програми.

### Благодійна діяльність працівників закладу
26 травня 2022 року працівники закладу перерахували свій одноденний заробіток на підтримку Збройних Сил України, загальною сумою понад 44 тисяч гривень.
24 лютого 2023 року працівники закладу перерахували свій одноденний заробіток для придбання авто для інженерного полку ЗСУ у Харківській області.
12 жовтня 2024 року працівники закладу перерахували свій одноденний заробіток для закупівлі 20 дронів-камікадзе для підтримки сил оборони України.
В 2025 році, деякі працівники закладу, анонімно, поскаржилися журналістам місцевого ЗМІ про «примусовий щомісячний донат із зарплати на рахунок громадської організації». Керівництво закладу звинувачення заперечує.

### Видатні працівники
- Іщук Віктор Миколайович (з 1997 року працює в Демидівській лікарні, лікарем анестезіологом, з 2011 року заступник головного лікаря по лікувальній роботі) — у 2015 році став депутатом Демидівської районної ради. З 2017 року голова Демидівської ОТГ.[46][47]
- Ковальчук Софія Полікарпівна, медична сестра, яка працює в Демидівській лікарні, є депутатом 7 скликання Демидівської селищної об'єднаної територіальної громади.[48][49]

В 2020 році розпорядження голови Рівненської обласної ради за багаторічну сумлінну працю в системі охорони здоров'я, високий професіоналізм, відданість справі, досягнуті успіхи в роботі та з нагоди 75-річчя від Дня народження, нагороджені цінним подарунком обласної ради:
- Вівсянник Олександра Миколаївна, лаборант клініко-діагностичної лабораторії.
- Шарова Людмила Миколаївна, лаборант клініко-діагностичної лабораторії.